# Акоста Гарсиа, Хулио
Рафаэль Хулио дель Росарио Акоста Гарсия (исп. Rafael Julio del Rosario Acosta García, 23 мая 1872, Сан-Рамон, Коста-Рика — 6 июля 1954, Сан-Хосе) — президент Коста-Рики в 1920—1924 годах.

## Биография
Рафаэль Хулио дель Росарио Акоста Гарсиа родился 23 мая 1872 года в Сан-Рамоне, Коста-Рика. Его семья имела греческие корни, и у него было восемь братьев: Акилес, Максимо, Эмилио, Рауль, Улисс, Луис, Рикардо и Орасио. К тому времени, когда родился Хулио, его семья переехала из Сан-Хосе в Сан-Рамон, где его отец и трое дядей управляли шахтой «Три брата» (исп. Mina Tres Hermanos) и управляли фермой. Его мать, известная как Хесус, происходила из семьи священнослужителей.
Акоста начал свое образование в Сан-Хосе и получил среднее образование в Институте Сан-Хосе, а затем в Колледже Сан-Луис-Гонзага в Картаго. Там он увлекся подпольными молодежными политическими движениями. Вернувшись в Алахуэлу, Акоста устроился на банановую плантацию и служил в школьном совете, прежде чем заняться политикой.

### Начало карьеры
Между 1902 и 1906 годами Акоста служил депутатом от провинции Алахуэла в Конституционном конгрессе. В 1907 году он был отправлен в Сальвадор в качестве генерального консула. В апреле 1910 года Акоста в Сан-Сальвадоре женился на Марии Наталии Гальегос Росалес и в течение двух лет занимал должность министра-резидента в Сальвадоре. В середине 1915 года Акоста был отозван в Коста-Рику и назначен на должность государственного секретаря Управления иностранных дел .
Одним из вопросов, которыми занимался Акоста, был длительный пограничный спор с Панамой. Спор возник в 1910 году, когда после того, как Панама отделилась от Великой Колумбии, потребовалось установить границу с Коста-Рикой. Обе стороны заключили соглашение, согласно которому арбитры решат спор. На атлантическом побережье французский арбитр передал территорию от Коста-Рики Панаме, и обе стороны приняли это решение. На тихоокеанском побережье арбитр потребовал от Панамы уступить территорию Коста-Рике. Панама заявила протест, а председатель Верховного суда Соединенных Штатов Эдвард Дуглас Уайт опубликовал «Белое правило» в 1914 году, в котором подтвердил, что территория на Тихом океане должна быть передана Коста-Рике. Акоста в 1916 году предложил США занять спорную территорию, чтобы позволить инженерам из двух стран обследовать границу и выработать совместную резолюцию. Во время пребывания на посту министра иностранных дел Акоста часто впервые совершил официальные визиты во все страны Центральной Америки.
27 января 1917 года Акоста потерял пост министра, когда братья Федерико Тиноко и Хоакин Тиноко возглавили государственный переворот, чтобы свергнуть правительство. Акоста бежал на родительскую ферму своей жены в Сальвадор и вскоре нашел работу в редакции газеты «Диарио дель Сальвадор», написав о беспорядках в Коста-Рике. В 1919 году Тиноко был вынужден уйти в отставку, а когда президент Хуан Батиста Кирос Сегура уступил власть временному президенту Франсиско Агилару, Акосте было предложено вернуться в Коста-Рику. Он стал кандидатом в президенты 8 сентября 1919 года, когда Конституционная партия выбрала его в качестве своего представителя. Набрав 89 % голосов на выборах 7 декабря, он вступил в должность 8 мая 1920 года.

### Президентство
Акоста был прогрессивным президентом и почти сразу же отказался от репрессивной антиклерикальной и диктаторской политики Тиноко, дав обещания реформировать избирательный процесс, урегулировать пограничные споры и управлять страной без коррупции и обмана. Он выступал за то, чтобы дать женщинам право голоса, учредил пенсионную программу для ветеранов, предложил нормализовать отношения государства с Папой Бенедиктом XV. В ходе его правления были учреждены Академия языка, Центральный банк Коста-Рики и международная служба кабельной связи. Также было введено законодательство о защите несовершеннолетних, регулировании игорного бизнеса, страховании, создан полицейский корпус, разработана программа обучения учителей и бесплатного и обязательного образования для всех детей в возрасте от 8 до 15 лет.
Акоста предложил пакт, который должен был образовать Федеративную Республику Центральной Америки. Из-за продолжавшихся споров с Никарагуа и Панамой членами предполагаемого союза должны быть Коста-Рика, Сальвадор, Гватемала и Гондурас. Хотя законодательные органы других трех стран одобрили федерацию, Конгресс Коста-Рики отклонил предложение.
В феврале 1921 года пограничный спор с Панамой вновь обострился. Слухи об оккупации Панамой спорной территорию заставили Акосту направить экспедиционные силы для оценки происходящего. В ответ Панама обратилась за помощью к США. Празднование столетия освобождения Панамы от власти Испании вызвало националистические чувства в Панаме, которые подпитывались прессой, и пограничный спор быстро перешел от дипломатического конфликта к военному. Война в Кото длилась с 21 февраля по 5 марта 1921 года, когда Коста-Рика вторглась на территорию Панамы в районах Альмиранте и Бокас-дель-Торо, а силы Панамы вторглись в провинцию Пунтаренас в Коста-Рике. Соединенные Штаты отправили в регион военные корабли, а Лига Наций настоятельно призвала к миру. Последовала дипломатическая дискуссия, но задержки с панамской стороны заставили американского арбитра потребовать 23 августа от Панамы покинуть регион Кото.

### Дальнейшая карьера
Последнее послание Акосты Конгрессу было сделано 1 мая 1924 года. Далее Акоста с семьей переехали в Париж, где он работал в Международном комитете Красного Креста. Вернувшись в Коста-Рику в 1927 году, он продолжал сотрудничать с Красным Крестом до 1929 года, когда он был назначен членом Совета по ипотечному кредитованию. В 1932 году Акоста был избран депутатом от Сан-Хосе в Конституционный конгресс, который работал с 1932 по 1936 год. Далее он два года был членом Совета Национального банка Коста-Рики, а в 1938 году был вновь избран депутатом Конгресса. По истечении срока полномочий в 1942 году Акоста стал управляющим Фонда социального страхования, а в феврале следующего года — председателем Национального совета гражданской обороны. В 1944 году он вновь был назначен на пост министра иностранных дел. В течение этого времени Акоста от имени Коста-Рики подписал конвенцию 1945 года в Сан-Франциско, утвердившую Устав Организации Объединенных Наций. В мае 1947 года Акоста перенёс инсульт и был вынужден уйти в отставку.

### Смерть
Акоста умер 6 июля 1954 года в Сан-Хосе и был похоронен на Главном кладбище после официальных похорон. В дополнение к многочисленным почестям, которые он получил в течение своей жизни, несколько школ в Коста-Рике названы в его честь, а в Парке Морасан в Сан-Хосе ему был установлен памятник.